# Halowe Mistrzostwa Polski Seniorów w Lekkoatletyce 1986
27. Halowe Mistrzostwa Polski Seniorów w Lekkoatletyce – zawody sportowe, które rozegrano 8 i 9 lutego 1986 w Zabrzu w hali Górnika.
Mistrzostwa w wielobojach zostały rozegrane w tym samym czasie, lecz w Warszawie, w hali AWF. Wyniki w tych konkurencjach podane są łącznie z innymi w tabeli poniżej.

## Rezultaty

### Mężczyźni
| Konkurencja:              | 1. miejsce                           | Rezultat  | 2. miejsce                          | Rezultat  | 3. miejsce                           | Rezultat  |
| Bieg na 60 m              | Krzysztof Zwoliński Górnik Zabrze    | 6,70      | Leszek Dunecki Start Lublin         | 6,77      | Jacek Licznerski Legia Warszawa      | 6,81      |
| Bieg na 200 m             | Jacek Licznerski Legia Warszawa      | 21,26     | Czesław Prądzyński Bałtyk Gdynia    | 21,44     | Krzysztof Zwoliński Górnik Zabrze    | 21,45     |
| Bieg na 400 m             | Ryszard Wichrowski Olimpia Grudziądz | 47,49     | Andrzej Stępień Flota Gdynia        | 47,74     | Ryszard Jaszkowski Wawel Kraków      | 47,91     |
| Bieg na 800 m             | Roman Kaczmarek Górnik Wałbrzych     | 1:52,52   | Mariusz Kuchnicki Górnik Wałbrzych  | 1:53,28   | Piotr Małecki Olimpia Poznań         | 1:53,48   |
| Bieg na 1500 m            | Krzysztof Prądzyński Oleśniczanka    | 3:43,59   | Grzegorz Basiak Pomorze Stargard    | 3:44,40   | Mariusz Ługowski Oleśniczanka        | 3:45,69   |
| Bieg na 3000 m            | Czesław Mojżysz ROW Rybnik           | 7:58,81   | Jacek Wójcik Śląsk Wrocław          | 8:01,50   | Ryszard Witt Gryf Słupsk             | 8:08,25   |
| Bieg na 60 m przez płotki | Romuald Giegiel Górnik Zabrze        | 7,68      | Krzysztof Płatek AZS Wrocław        | 7,89      | Wojciech Zawiła Wawel Kraków         | 7,93      |
| Chód na 10 000 m          | Zdzisław Szlapkin Olimpia Poznań     | 41:42,85  | Jacek Bednarek ROW Rybnik           | 41:58,21  | Grzegorz Ledzion Flota Gdynia        | 42:03,85  |
| Skok wzwyż                | Jacek Wszoła AZS Warszawa            | 2,33      | Krzysztof Krawczyk AZS Wrocław      | 2,25      | Mirosław Włodarczyk Górnik Brzeszcze | 2,21      |
| Skok o tyczce             | Marian Kolasa Bałtyk Gdynia          | 5,65      | Mirosław Chmara Zawisza Bydgoszcz   | 5,60      | Tadeusz Ślusarski Skra Warszawa      | 5,55      |
| Skok w dal                | Jerzy Żeligowski AZS Poznań          | 7,80      | Mirosław Hydel Stal Mielec          | 7,77      | Stanisław Jaskułka AZS Warszawa      | 7,67      |
| Trójskok                  | Waldemar Golanko AZS Biała Podlaska  | 15,88     | Piotr Weremczuk Nadwiślanin Kwidzyn | 15,85     | Wojciech Bielewicz Budowlani Kielce  | 15,49     |
| Pchnięcie kulą            | Edward Sarul Górnik Zabrze           | 20,38     | Piotr Perżyło Górnik Brzeszcze      | 18,70     | Edward Gładysz Chemik Kędzierzyn     | 17,83     |
| Siedmiobój                | Andrzej Wyżykowski Zawisza Bydgoszcz | 5499 pkt. | Maciej Jędral BKS Bydgoszcz         | 5493 pkt. | Krzysztof Krakowiak Olimpia Poznań   | 5454 pkt. |

### Kobiety
| Konkurencja:              | 1. miejsce                        | Rezultat  | 2. miejsce                           | Rezultat  | 3. miejsce                         | Rezultat  |
| Bieg na 60 m              | Ewa Pisiewicz Start Lublin        | 7,20      | Ewa Kasprzyk Olimpia Poznań          | 7,28      | Elżbieta Woźniak Start Łódź        | 7,49      |
| Bieg na 200 m             | Ewa Pisiewicz Start Lublin        | 22,95     | Ewa Kasprzyk Olimpia Poznań          | 23,04     | Jolanta Janota Start Lublin        | 23,99     |
| Bieg na 400 m             | Marzena Wojdecka Start Łódź       | 54,48     | Beata Knapczyk Wawel Kraków          | 57,09     | Beata Siłaczuk AZS Wrocław         | 57,36     |
| Bieg na 800 m             | Grażyna Kowina Kłos Olkusz        | 2:08,56   | Anna Rybicka AZS Wrocław             | 2:08,85   | Zofia Sujata AZS Olsztyn           | 2:10,05   |
| Bieg na 1500 m            | Wanda Panfil Lechia Tomaszów Maz. | 4:27,05   | Maria Paczos Orkan Poznań            | 4:28,01   | Bożena Dziubińska Start Lublin     | 4:40,39   |
| Bieg na 3000 m            | Wanda Panfil Lechia Tomaszów Maz. | 9:37,22   | Helena Sabaj Stal Mielec             | 9:48,28   | Małgorzata Birbach Gwardia Olsztyn | 9:51,86   |
| Bieg na 60 m przez płotki | Małgorzata Nowak Gwardia Warszawa | 8,38      | Barbara Baran Resovia                | 8,67      | Barbara Sikora Start Katowice      | 8,75      |
| Chód na 5000 m            | Anna Bąk Stal Stalowa Wola        | 24:55,06  | Kazimiera Mróz Tęcza Mielec          | 25:03,04  | Barbara Niewójt AZS Katowice       | 25:29,85  |
| Skok wzwyż                | Danuta Bułkowska AZS Wrocław      | 1,90      | Urszula Kielan Gwardia Warszawa      | 1,86      | Małgorzata Orłowska AZS Gdańsk     | 1,83      |
| Skok w dal                | Agata Karczmarek Legia Warszawa   | 6,46      | Renata Pytelewska AZS Warszawa       | 5,68      | Ewa Wybraniec Pomorze Stargard     | 5,44      |
| Pchnięcie kulą            | Dorota Waszczuk AZS Wrocław       | 15,83     | Anna Salińska Podlasie Białystok     | 14,95     | Bogumiła Suska AZS Wrocław         | 14,77     |
| Pięciobój                 | Małgorzata Nowak Gwardia Warszawa | 4403 pkt. | Małgorzata Lisowska Górnik Wałbrzych | 4065 pkt. | Barbara Baran Resovia              | 4029 pkt. |